# 世界七大一覧
世界七大一覧（せかいななだいいちらん）では、特定分野で世界(の少なくとも大部分)を代表する7種の事物を紹介する。ランキングの上位7位とは必ずしも一致しない。

## 世界の七不思議
- 世界の七不思議 ※詳細は各項目を参照のこと。
  - ヘロドトスの選（紀元前5世紀）
    - 詳細不明

  - カリマコスの選（紀元前3世紀前半）
    - 詳細不明

アレクサンドリアの大灯台の着工と竣工は、いずれもカリマコスが生きていた時代に成されている。
  - ビザンチウムのフィロンの選（紀元前225年頃） [1]
    - ギザの大ピラミッド、バビロンの空中庭園、ロドス島の巨像、オリンピアのゼウス像、エフェソスのアルテミス神殿、ハリカルナッソスのマウソロス霊廟、バビロンの城壁 [1]

アレクサンドリアの大灯台は既に存在しているが、フィロンは自国の不思議を選ばないと決めていたため、大灯台ではなくバビロンの城壁を選んでいる。しかし、フィロンの選んだ「バビロンの空中庭園」を「アレクサンドリアの大灯台」に入れ替えたものが後世には広く知られるようになった。
  - シドンのアンティパトロスの選（紀元前140年頃）
    - エフェソスのアルテミス神殿、バビロンの城壁、オリンピアのゼウス像、バビロンの空中庭園、ロドス島の巨像、ギザの大ピラミッド、ハリカルナッソスのマウソロス霊廟

「ほかが全て霞んでしまう」というほど、アルテミス神殿を高く評価しているのが特徴。
  - 大プリニウスことガイウス・プリニウス・セクンドゥスの選（1世紀半ば）
    - ギザの大ピラミッド、アレクサンドリアの大灯台、テーベの空中庭園、エフェソスのアルテミス神殿、その他詳細不明

- 新・世界七不思議 ※詳細は各項目を参照のこと。
  - チチェン・イッツァのピラミッド、イエス・キリスト像、万里の長城、マチュ・ピチュ、ペトラ、コロッセオ、タージ・マハル
- 新・世界七不思議 自然版 ※詳細は各項目を参照のこと。
  - アマゾン、ハロン湾、イグアスの滝、済州島、テーブルマウンテン、コモド島、プエルト・プリンセサ地底河川

## 歴史・地理
- 七大陸
  - アジア大陸、ヨーロッパ大陸、アフリカ大陸、アメリカ大陸、オーストラリア大陸、南極大陸[2]
- 七つの海
  - イスラーム黄金時代のアラビア人の認識：大西洋、地中海、紅海、ペルシャ湾、アラビア海、ベンガル湾、南シナ海
  - 中世ヨーロッパ人の認識：大西洋、地中海、黒海、カスピ海、紅海、ペルシャ湾、インド洋
  - 大航海時代のヨーロッパ人の認識：大西洋、地中海、カリブ海、メキシコ湾、太平洋、インド洋、北極海（北氷洋）
  - 19世紀以降の世界の認識（七大洋とも）：北太平洋、南太平洋、北大西洋、南大西洋、インド洋、北極海（北氷洋）、南極海（南氷洋） [3]

ヨーロッパ人は大航海時代から既に南極海（南氷洋）を航海していたが、広く人々に認識され始めるのは、少なくともその時代の終盤より後である。大航海時代を経てようやく全ての大洋が知られることとなり、そののち、大西洋と太平洋は北半球と南半球で2分割する捉え方がされるようにもなった。
- 七大陸最高峰
  - エベレスト（アジア大陸）、エルブルス山（ヨーロッパ大陸）、デナリ（北アメリカ大陸）、アコンカグア（南アメリカ大陸）、キリマンジャロ（アフリカ大陸）、コジオスコ（オーストラリア大陸）、ヴィンソン・マシフ（南極大陸）[注 1][4]
- 世界七大聖山
  - エベレスト（ネパール）、マチュピチュ（ペルー）、富士山（日本）、シナイ山（エジプト）、キリマンジャロ（タンザニア/ケニア）、セドナ（アメリカ）、シャスタ山（アメリカ）[5]
- 世界七大禁断の地 - 観光旅行専門サイト「CNN Go」が2012年10月31日発表
  - 昆池岩（コンジアム）精神病院（韓国）、チェルノブイリ遊園地（ウクライナ）、セドレツ納骨堂（チェコ）、青木ヶ原樹海、軍艦島（日本）、ブードゥー崇拝市場（トーゴ）、人形島（メキシコ）[6]
- 世界7大サイクリングルート - CNNが2014年5月選定
  - 日月潭（台湾）、モールズワース・ロード（ニュージーランド）、ブルージュ（ベルギー）、ツール・ド・ブルゴーニュ・ア・ヴェロ（フランス）、デスロード（ボリビア）、瀬戸内しまなみ海道（日本）[7]

## 社会
- 世界7大文明 - サミュエル・P・ハンティントン『文明の衝突』による
  - 中華文明、ヒンドゥー文明、イスラム文明、日本文明、東方正教会文明、西欧文明、ラテンアメリカ文明[8]
- 列強（英：great powers） - 2005年
  - アメリカ、イギリス、フランス、ロシア、中華人民共和国、日本、ドイツ

国家情報会議（米）や戦略国際問題研究所（米）、国際戦略研究所（英）、ストックホルム国際平和研究所（スウェーデン）などの公式見解
- 主要国首脳会議（G7）参加国
  - フランス、アメリカ合衆国、イギリス、ドイツ、日本、イタリア、カナダ
- 7大電子政府「D7」 - 政府が熱心にサービスのデジタル化を進める国
  - 英国・ニュージーランド・エストニア・韓国・イスラエルの「D5」にカナダとウルグアイを加えたもの[10]
- ビッグ7（魅力的な不動産投資先）
  - ロンドン、ニューヨーク、パリ、シンガポール、東京、香港、ソウル

2018年4月、アメリカの総合不動産サービス会社ジョーンズラングラサール(JLL)は魅力的な不動産投資先として世界の83都市を選び、これらを10のランクに分類した。最上位は｢ビッグ7｣
- クレジットカードの国際ブランド
  - Visa、Mastercard、JCB、アメリカン・エキスプレス、ダイナースクラブ、銀聯、ディスカバー[12]
- 七大投資家（2017年）
  - ジェシー・リバモア、ベンジャミン・グレアム、フィリップ・フィッシャー、ジョージ・ソロス、ウォーレン・バフェット、ジム・ロジャーズ、ピーター・リンチ[13]

### 教育
- 世界7大教育法
  - モンテッソーリ教育、シュタイナー教育、レッジョ・エミリア教育、ドルトンプラン教育、サドベリー教育、フレネ教育、イエナプラン教育[14]

### 国防・軍事
- 七大戦艦（英: Big Seven）- ワシントン海軍軍縮条約の効力発生後（1923年後）の世界に存在した7隻の超弩級戦艦（16インチ砲搭載艦）を指した日本語名称が「世界七大戦艦」および「世界のビッグ7」であり、世界では、「日本でだけ呼ばれている "Big Seven" として少しは知られている」
  - 日本の長門型1番艦「長門」・2番艦「陸奥」、イギリスのネルソン級1番艦「ネルソン」・2番艦「ロドニー」、アメリカのコロラド級1番艦「コロラド」・2番艦「メリーランド」・4番艦「ウェストバージニア」[15]

## 自然科学
- ミレニアム懸賞問題
  - P≠NP予想、ホッジ予想、ポアンカレ予想、リーマン予想、ヤン-ミルズ方程式と質量ギャップ問題、ナビエ–ストークス方程式の解の存在と滑らかさ、バーチ・スウィンナートン＝ダイアー予想（BSD予想）[16]

### 医学
- 七大栄養素
  - タンパク質、炭水化物、脂質、ビタミン、ミネラル、食物繊維、ファイトニュートリエント[17]
- 七大アレルゲン
  - 卵、小麦、乳、えび、かに、そば、落花生[18]
- 七大生活習慣病 - 保険業界の用語。個別の保険会社によって異説があり得る
  - がん(悪性新生物・上皮内新生物)、心疾患、脳血管疾患、糖尿病、高血圧性疾患、肝硬変、慢性腎不全[19]

## 工学・技術
- 作業の7大リスク
  - ①重機 ②稼動体 ③感電 ④高温溶融物 ⑤高所・開口部 ⑥ガス酸欠薬液 ⑦吊荷落下物[20]
- 世界7大複雑機構（腕時計）
  - クロノグラフ、トゥールビヨン、永久カレンダー、ムーンフェイズ、パワーリザーブ、ミニッツリピーター、レトログラード[21]

## 産業
- セブン・シスターズ（国際石油資本）- 1970年代
  - エクソン、モービル、テキサコ、シェブロン、ガルフ、BP（ブリティッシュ・ペトロレアム）、ロイヤル・ダッチ・シェル[22]
- 新・セブンシスターズ
  - サウジアラムコ（サウジアラビア）、ペトロナス（マレーシア）、ペトロブラス（ブラジル）、ガスプロム（ロシア）、中国石油天然気集団公司（中国）、イラン国営石油（イラン）、ベネズエラ国営石油会社（ベネズエラ）[23]

## 文化
- 七大宝石
  - 五大宝石（ダイヤモンド、ルビー、エメラルド、サファイヤ、真珠）にオパールとヒスイを加えて七大とした。真珠をアレキサンドライトに、オパールを猫目石に、それぞれ入れ換える場合がある

## スポーツ
- オーシャンズセブン - 遠泳によって横断することが困難とされる七つの海峡
  - ノース海峡（アイルランド・スコットランド）、クック海峡（ニュージーランド。北島・南島）、カイウイ海峡（ハワイ州。モロカイ島・オアフ島）、ドーバー海峡、カタリナ海峡（サンタカタリナ島・ロサンゼルス）、津軽海峡、ジブラルタル海峡[24]